# Villacalviel
Villacalviel (o Villacalbiel) es una localidad española perteneciente al municipio de Villamañán, en la provincia de León, comunidad autónoma de Castilla y León. Cuenta con una población de 47 habitantes (INE 2021). Está situado en la CV-194-14.
Junto a San Esteban conforma la entidad local menor Villacalbiel-San Esteban.